# Napoleón tiene la culpa
Napoleón tiene la culpa, cuyo título original en alemán es Napoleon ist an allem schuld, es una película de Alemania dirigida por Curt Goetz sobre su propio guion escrito en colaboración con Karl Peter Gillmann que se estrenó en el país de origen el 29 de noviembre de 1938.

## Sinopsis
Lord Arthur Cavershot está tan fascinado por la figura histórica de Napoleón que consagra todos sus esfuerzos a su estudio sin por ello descuidar a su esposa que se llama, justamente, Josefina. Cuando viaja a París a un congreso de especialistas en Napoleón, conoce a la joven bailarina Madelaine; a causa de una serie de malentendidos el Daily Mail publica una fotografía de ambos con el título "Lord Cavershoot muestra su encantadora hija de la noche parisién". Para escapar de la cólera de su esposa y evitar una sospecha de infidelidad, Cavershoot presenta a la joven en Inglaterra como su hija ilegítima pero, contrariamente a lo que suponía, Lady Cavershoot acoge cordialmente a Madeleine, lo cual no es de su agrado.Finalmente, el aficionado a Napoleón sufre su Waterloo y viaja con Josefina a París para adoptar legalmente a la joven.

## Reparto
- Curt Goetz: Lord Arthur Cavershoot
- Valérie von Martens: Lady Josephine Cavershoot
- Paul Henckels: Lord Cunningham
- Else von Möllendorf: Madeleine
- Kirsten Heiberg: Fifi
- Max Gülstorff: Prof. Meunier
- Willi Schur: Diener Rustam
- Leopold von Ledebur: Butler William
- Maria Krahn: Madge
- Hans Mierendorff: Autor de la revista
- Rudolf Schündler: Periodista radial
- Eduard von Winterstein: Mr. Harrison
- Jack Trevor: Ministro
- Olga Limburg: Señora Prunelle
- Werner Schott: Participante en el congreso
- Otto Stoeckel: Participante en el congreso
- Hermann Pfeiffer: Napoléon de la revista
- Karl Platen: Empleado del teatro en París
- Horst Birr: Joven periodista en París
- Walter Gross: Guía en el autobús.